# スティーブンズ郡 (カンザス州)
座標: 北緯37度12分 西経101度18分 / 北緯37.200度 西経101.300度
スティーブンズ郡（英: Stevens County 標準略語：SV）は、アメリカ合衆国カンザス州の南西部に位置する郡である。2010年国勢調査での人口は5,724人であり、2000年の5,463人から4.8%増加した。郡庁所在地はヒューゴトン市（人口3,904人）であり、同郡で人口最大の都市でもある。郡名はレコンストラクション時代のペンシルベニア州の政治家タデウス・スティーブンズに因んで名付けられた。

## 歴史

### 19世紀
1888年7月25日、ヒューゴトンとウッズデールの町から来た集団の間で郡庁所在地の激しいガンファイトが行われ、4人の男が殺された。ヘイ・メドウ虐殺と言われている。

## 法と政府
スティーブンズ郡ははアルコールを禁じる、すなわち「ドライ」の郡だったが、1986年にカンザス州憲法が修正され、住民は2012年の投票で個人が嗜むアルコール飲料の販売を承認した。食料販売量制限は付かなかった。

## 地理
アメリカ合衆国国勢調査局に拠れば、郡域全面積は727.444平方マイル (1,884.1 km2)であり、このうち陸地は727.264平方マイル (1,883.6 km2)、水域は0.18平方マイル (0.46 km2)で水域率は0.02%である。

### 主要高規格道路
- アメリカ国道56号線
- カンザス州道25号線
- カンザス州道51号線

### 隣接する郡
- グラント郡 - 北
- ハスケル郡 - 北東
- スワード郡 - 東
- テキサス郡 (オクラホマ州) - 南
- モートン郡 - 西
- スタントン郡 - 北西

### 国立保護地域
- シマロン国立草原（部分）

## 人口動態

人口ピラミッド

以下は2000年の国勢調査による人口統計データである。
| 基礎データ - 人口: 5,463人 - 世帯数: 1,988 世帯 - 家族数: 1,457 家族 - 人口密度: 3人/km2（8人/mi2） - 住居数: 2,265軒 - 住居密度: 1軒/km2（3軒/mi2） 人種別人口構成 - 白人: 83.01% - アフリカン・アメリカン: 0.93% - ネイティブ・アメリカン: 0.93% - アジア人: 0.24% - 太平洋諸島系: 0.02% - その他の人種: 13.25% - 混血: 1.61% - ヒスパニック・ラテン系: 21.73% 年齢別人口構成 - 18歳未満: 31.2% - 18-24歳: 8.3% - 25-44歳: 27.9% - 45-64歳: 19.4% - 65歳以上: 13.3% - 年齢の中央値: 34歳 - 性比（女性100人あたり男性の人口） - 総人口: 95.3 - 18歳以上: 92.5 | 世帯と家族（対世帯数） - 18歳未満の子供がいる: 38.8% - 結婚・同居している夫婦: 63.1% - 未婚・離婚・死別女性が世帯主: 7.1% - 非家族世帯: 26.7% - 単身世帯: 24.3% - 65歳以上の老人1人暮らし: 12.1% - 平均構成人数 - 世帯: 2.72人 - 家族: 3.27人 収入と家計 - 収入の中央値 - 世帯: 41,830米ドル - 家族: 49,063米ドル - 性別 - 男性: 36,525米ドル - 女性: 22,803米ドル - 人口1人あたり収入: 17,814米ドル - 貧困線以下 - 対人口: 10.3% - 対家族数: 8.3% - 18歳未満: 15.1% - 65歳以上: 4.7% |

## 都市と町

### 法人化された都市
都市名の後の数字は2010年国勢調査での人口を示す。
- ヒューゴトン, 3,904 - 郡庁所在地
- モスコー, 310

### その他の町
- ウッズデール

### 郡区
スティーブンズ郡は6郡区に分けられている。どの都市も「政治的に独立」（英: governmentally independent)と見なされず、下記郡区の数字に含まれている。下表で「人口中心」は最大都市であり、特に大きな数字でなければ、郡区の人口に含まれるものである。

## 教育

### 統一教育学区
- モスコー USD 209
- ヒューゴトン USD 210